# 姬拉·迪克森
姬拉·迪克森 ONZM（英語：Ngila Dickson，1958年—）是一名紐西蘭服裝設計師，最出名的作品是《魔戒》電影三部曲。她與理查·泰勒因在《魔戒三部曲：王者再臨》的工作而獲得奧斯卡最佳服裝設計獎。
2004年榮獲紐西蘭功績勳章。

## 部分作品
- 1995至1999年：《齊娜武士公主》（電視劇）
- 2001年：《魔戒首部曲：魔戒現身》
- 2002年：《魔戒二部曲：雙城奇謀》
- 2003年：《魔戒三部曲：王者再臨》
- 2003年：《末代武士》
- 2006年：《血鑽石》
- 2006年：《魔幻至尊（英语：The Illusionist (2006 film)）》
- 2009年：《黑暗金控》
- 2011年：《綠燈俠》
- 2014年：《德古拉：永咒傳奇》

## 外部連結
- 姬拉·迪克森在互联网电影资料库（IMDb）上的資料（英文）